# Jasonia
Jasonia és un gènere de plantes amb flor dins la família de les asteràcies.

## Particularitats
Les plantes d'aquest gènere formen papus. Són generalment considerades males herbes. Són considerades espècies medicinals.

## Taxonomia
Espècies:
- Jasonia longifolia Cass.
- Jasonia radiata Cass.
- Jasonia tuberosa (L.) DC. - Península Ibèrica i França

1. ↑  Flora de Aragón: Jasonia glutinosa